# Limonia monilis
Limonia monilis är en tvåvingeart som beskrevs av Alexander 1932. Limonia monilis ingår i släktet Limonia och familjen småharkrankar. Inga underarter finns listade i Catalogue of Life.